# Carl-Henning Wijkmark
Carl-Henning Wijkmark (født 21. november 1934, død 4. september 2020) var en svensk forfatter, oversætter, litteraturkritiker og samfundsdebattør. Han skrev flere romaner, teaterstykker og essaysamlinger og er oversat til adskillige sprog.
Wijkmark kom fra en akademiker-familie. Hans far var doktor i teologi, og hans mor var lærer, og han er desuden halvbror til forfatter, journalist og luxemburgske grevinde Kerstin Bernadotte. I 1957 afsluttede han sin bachelor i filosofi i Lund, og i 1967 blev han doktor i filosofi i Stockholm. Han læste desuden filosofi og litteraturvidenskab ved Ludwig-Maximilians-universitetet i München. Fra 1968-1970 arbejdede han som underviser ved Stockholms universitet og ved statens biblioteksskole. Han boede længe i Tyskland og Frankrig, hvor han arbejdede som litteraturkritiker og radio-essayist, indtil han i 1970’erne dedikerede sig helt til prosaskrivningen. Som oversætter har Wijkmark blandt andet oversat Nietzsche og Walter Benjamin.
I 1972 havde Wijkmark sin litterære debut med romanen Jægerne på Karinhall(org. Jägarna på Karinhall), der handler om et dekadent jagtselskab, der holder til stede på slottet Karinhall uden for Berlin, mens de olympiske lege afholdes i storbyen. Den tyske nazist Hermann Göring er selskabets vært, og jægerne foretager sig bl.a. spionage og afholder orgier. Wijkmark har vundet flere litteraturpriser, bl.a. Doblougprisen i 1986 og Augustprisen i 2007. Sidstnævnte fik han for sin roman Natten der kommer (org. Stundande natten), der handler om tre mænd, der er indlagt på hospitalet og venter på at dø. Andre titler, der er udkommet på dansk, er hans romaner Dræsinen (org. Dressinen, 1983) og Vi ses igen i næste drøm (org. Vi ses igen i nästa dröm, 2013). I Dræsinen stiller Wijkmark spørgsmålet om, hvad det vil sige at være et menneske. Romanen handler om en præst, der begiver sig på en rejse med tre aber for at afsløre ’the missing link’ mellem aber og mennesker. I Vi ses igen i næste drøm farer en professor vild i en kælder og befinder sig pludseligt tilbage i 1920’ernes Sverige.
Wijkmark beskæftiget sig gennem flere årtier med døden som emne, og han forholdt sig stærkt kritisk over for aktiv dødshjælp. Han behandlede forskellige humanitære, politiske og sociale spørgsmål i sine værker; hans romaner er tit inspireret af omvæltninger eller krige i Tyskland, Finland, Sverige eller Algeriet, og handler ofte om, hvordan menneskers liv og skæbne påvirkes af disse.

### Oversættelser
- Stormcentrum: modern tysk prosa (i udvalg og oversættelse af Stig Jonasson og Carl-Henning Wijkmark) (Prisma, 1964)
- Friedrich Nietzsche: Nietzsche (Prisma, 1966)
- Walter Benjamin: Bild och dialektik (Cavefors, 1969)
- Walter Benjamin: Essayer om Brecht (Cavefors, 1971)
- Lautréamont: Maldorors sånger (Les chants de Maldoror) (ill. Ragnar von Holten) (Cavefors, 1972)
- Henri Desroche: Marxismen och religionerna (Marxisme et religions) (Almqvist & Wiksell, 1973)
- Roger Vailland: 325 000 franc (325 000 francs) (oversat sammen med Marianne Wijkmark) (Prisma, 1979)
- Max Horkheimer og Theodor W. Adorno: Upplysningens dialektik: filosofiska fragment (Dialektik der Aufklärung) (oversat sammen med Lars Bjurman) (Röda bokförlaget, 1981)
- Friedrich Nietzsche: Den glada vetenskapen (Die fröhliche Wissenschaft) (Korpen, 1987)
- Walter Benjamin: Goethes "Valfrändskaperna" (Goethes Wahlverwandtschaften) (Symposion, 1995)

## Priser og udmærkelser
- 1986 – Doblougprisen
- 1986 – Sherlock-prisen for Sista dagar
- 1994 – Gun och Olof Engqvists stipendium
- 2001 – Samfundet De Nios Särskilda pris
- 2003 – Övralidsprisen
- 2007 – Gerard Bonniers pris
- 2007 – Lotten von Kraemers pris
- 2007 – Augustprisen for Stundande natten
- 2012 – Signe Ekblad-Eldhs pris